# Prawo karne skarbowe
Prawo karne skarbowe – specjalna część prawa karnego, zawierająca przepisy, normujące odpowiedzialność osób fizycznych za przestępstwa i wykroczenia skarbowe, polegające na naruszeniu interesów finansowych państwa. Ta gałąź prawa karnego składa się z trzech części:
1. Prawo karne skarbowe materialne – składające się z kolei z dwóch elementów:
  - części ogólnej określającej zasady odpowiedzialności za przestępstwa i wykroczenia skarbowe oraz system sankcji w postaci kar i środków karnych za ich popełnienie,
  - części szczególnej zawierającej określenie poszczególnych przestępstw i wykroczeń skarbowych.
2. Prawo karne skarbowe procesowe – regulujące przebieg postępowania w sprawach karnych skarbowych, oraz specyficzne organy prowadzące to postępowanie.
3. Prawo karne skarbowe wykonawcze – określające sposób wykonania orzeczeń w sprawach karnych skarbowych.

Z uwagi na szczególny przedmiot regulacji jakim zajmuje się prawo karne skarbowe tj. naruszanie przepisów prawa finansowego, zarówno prawo karne skarbowe materialne, procesowe jak i wykonawcze zostało skodyfikowane w jednym akcie prawnym – ustawie z dnia 10 września 1999 r. Kodeks karny skarbowy (Dz.U. z 2025 r. poz. 633). Należy jednak podkreślić, że mimo swej odrębności prawo karne skarbowe wykazuje wiele podobieństw i zbieżności z prawem karnym powszechnym, bardzo często odwołuje się do jego instytucji. Szczególnie zauważalne jest to w części procesowej kks, który reguluje jedynie odrębności postępowania w sprawach karnych skarbowych, w pozostałym zakresie nakazując stosować Kodeks postępowania karnego.
Unikanie podatków i oszustwa podatkowe to dwie najczęściej zgłaszane sprawy do prokuratury w przypadku spraw karnoskarbowych. Główna różnica między nimi polega na tym, że w przypadku oszustwa podatnik celowo błędnie określa swoje dochody lub wydatki w celu obniżenia podatków, podczas gdy w celu uniknięcia podatków podatnik stosuje pozornie legalne metody w celu obniżenia podatków.

## Podstawa prawna
- Ustawa z dnia 10 września 1999 r. Kodeks karny skarbowy (Dz.U. z 2025 r. poz. 633).